# Amahuaka septemlineata
Amahuaka septemlineata är en insektsart som beskrevs av Young 1965. Amahuaka septemlineata ingår i släktet Amahuaka och familjen dvärgstritar. Inga underarter finns listade i Catalogue of Life.